# Funk fingers
Funk fingers je styl hraní na basovou kytaru, kdy má hráč na prstech přilepené bubenické paličky. Vymyslel ho Tony Levin za pomoci kytarového technika Andyho Moorea při nahrávání alba So. Později Levin tímto stylem nahrál například skladby „Steam“ a „Secret World“ z alba Us. Levin jej rovněž použil na svých sólových deskách a ve skladbách skupiny King Crimson.